# Браменау
Браменау (нім. Brahmenau) — громада в Німеччині, розташована в землі Тюрингія. Входить до складу району Грайц. Складова частина об'єднання громад Ам-Браметаль.
Площа — 6,88 км2. Населення становить 897 ос. (станом на 31 грудня 2021).

## Галерея

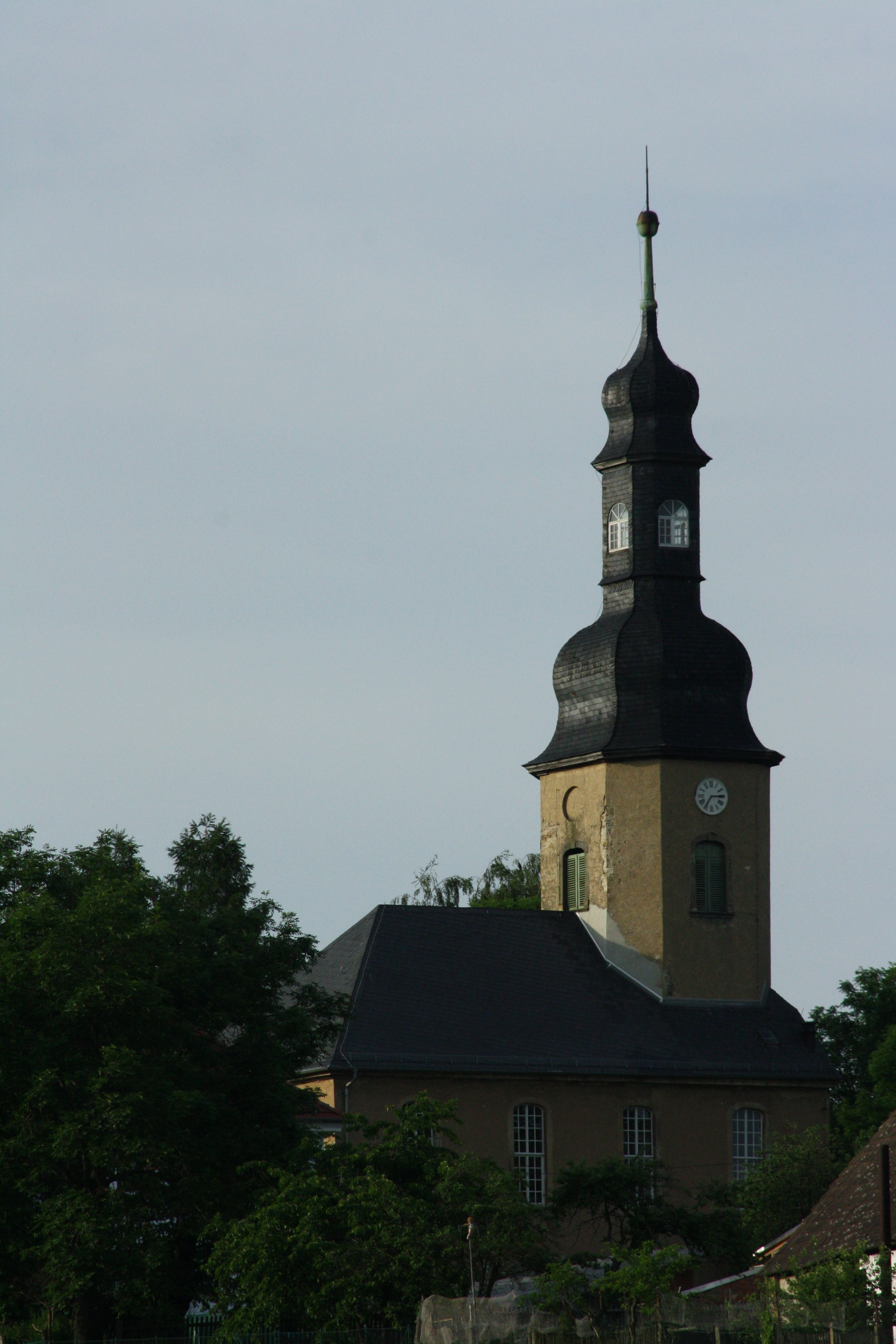